# اليوم العالمي للاجئين

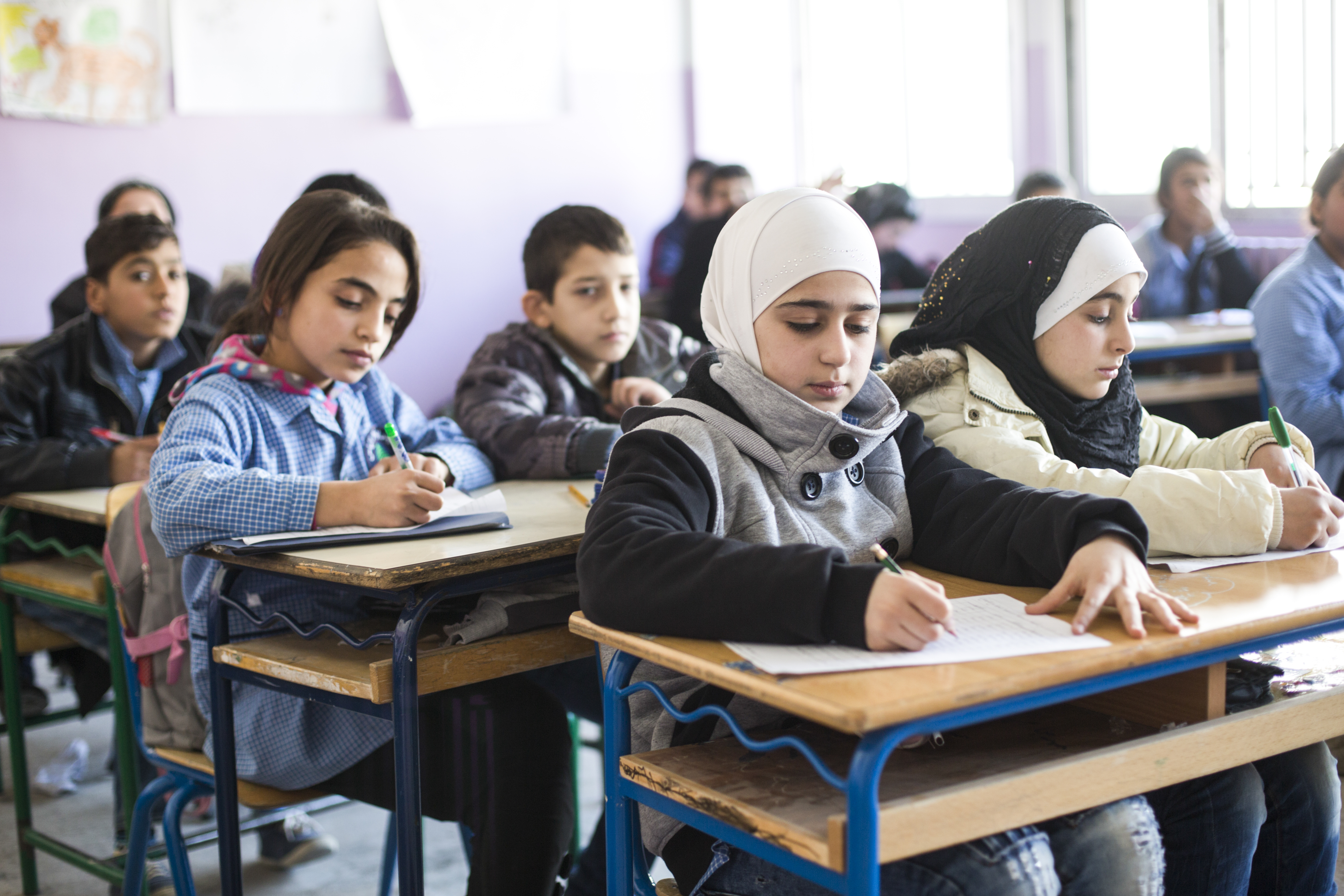
يهدف اليوم العالمي للاجئين إلى تمكين الجميع من الوقوف معًا للاحتفال بقوة وشجاعة ومثابرة الملايين من الأفراد.

يوم اللاجئ العالمي أو اليوم العالمي للاجئين يحتفل به في 20 يونيو من كل عام، حيث يخصص لاستعراض هموم وقضايا ومشاكل اللاجئين والأشخاص الذين تتعرض حياتهم في أوطانهم للتهديد، وتسليط الضوء علي معاناة هؤلاء وبحث سبل تقديم المزيد من العون لهم وذلك برعاية من المفوضية العليا لشؤون اللاجئين التابعة للأمم المتحدة (UNHCR).
بدأ الاحتفال به في العام 2000 بعد قرار من قبل الجمعية العامة للأمم المتحدة في 4 ديسمبر من نفس السنة، كما نوه القرار أن تاريخ 2001 كان ليوافق الذكرى الخمسون لإعلان الاتفاقية الخاصة بوضع اللاجئين، فيما احتفل به للمرة الأولي في العام 2001. وتم اختيار يوم 20 يونيو لتزامنه مع الاحتفال مع يوم اللاجئين الأفريقي الذي تحتفل به عدة بلدان إفريقية.

## تاريخ
في 4 ديسمبر 2000 ، قررت الجمعية العامة للأمم المتحدة في القرار 55/76 ، أنه اعتبارًا من عام 2000 ، سيتم الاحتفال بـ 20 يونيو يومًا عالميًا للاجئين. لاحظت الجمعية العامة في هذا القرار أن عام 2001 يوافق الذكرى الخمسين لاتفاقية عام 1951 المتعلقة بوضع اللاجئين. يتم الاحتفال بتكريم جميع اللاجئين، وزيادة الوعي والتماس الدعم.
تم الاحتفال رسمياً باليوم الأفريقي للاجئين في العديد من البلدان قبل عام 2000. ولاحظت الأمم المتحدة أن منظمة الوحدة الأفريقية قد وافقت على أن يكون يوم اللاجئين الدولي متزامنًا مع يوم اللاجئين الإفريقي في 20 يونيو.
في الكنيسة الكاثوليكية الرومانية، يتم الاحتفال باليوم العالمي للمهاجرين واللاجئين في شهر يناير من كل عام، بعد أن أنشأه البابا بيوس العاشر عام 1914.

## الإحتفالات السنوية
في 20 يونيو من كل عام، تستضيف الأمم المتحدة ووكالة الأمم المتحدة للاجئين والمجموعات المدنية في جميع أنحاء العالم أحداث اليوم العالمي للاجئين من أجل لفت انتباه الجمهور إلى ملايين اللاجئين والمشردين داخليا في جميع أنحاء العالم الذين أجبروا على الفرار من ديارهم بسبب الحرب والصراع والاضطهاد.
تميز الاحتفال السنوي بمجموعة متنوعة من الأحداث في أكثر من 100 دولة، شارك فيها مسؤولون حكوميون، وعمال الإغاثة الإنسانية، والمشاهير، والمدنيون، والمشردون قسراً.
تصدر المفوضية العليا للاجئين رسائل في كل يوم عالمي للاجئين:
- 2024: يركز يوم اللاجئ العالمي هذا العام على التضامن مع اللاجئين، من أجل عالم يُرحب بهم.
- 2020: تعد جائحة كوفيد-19 بمثابة تذكير حاد بكيفية ارتباطنا الوثيق ببعضنا البعض وبالطبيعة.
- 2019: تعهد فيليبو غراندي اليوم ببذل كل ما في وسعه لمساعدة الملايين من النازحين قسراً «ليس فقط للمغادرة بل أيضًا للازدهار».
- 2018: اليوم، اليوم العالمي للاجئين، هو وقت للتضامن مع اللاجئين

تحدد المفوضية موضوع كل حملة من حملات اليوم العالمي للاجئين:
- 2023: الأمل بعيدًا عن الوطن. عالم يتم فيه تضمين اللاجئين دائمًا.
- 2022: من. أينما. حينما. لكلٍ شخص الحق في البحث عن الأمان.
- 2021: معًا يمكننا تحقيق أي شيء[6]
- 2020: كل إجراءٍ مهم
- 2019: اتخذ خطوة في اليوم العالمي للاجئين
- 2018: الآن أكثر من أي وقت مضى، نحن بحاجة إلى الوقوف مع اللاجئين
- 2017: احتضان اللاجئين للاحتفال بإنسانيتنا المشتركة
- 2016: نقف مع اللاجئين
- 2015: مع الشجاعة دعونا نجتمع جميعا
- 2014: المهاجرون واللاجئون: نحو عالم أفضل
- 2013: خذ دقيقة واحدة لدعم عائلة مجبرة على الفرار
- 2012: عائلة واحدة مزقتها الحرب كثيرة جدًا
- 2010: لاجئ واحد أجبر على الفرار أكثر من اللازم
- 2009: الصفحة الرئيسية
- 2008: الحماية
- 2007: المثابرة
- 2006: الأمل
- 2003: شباب اللاجئين: بناء المستقبل
- 2002: التسامح
- 2001: الاحترام

## وصلات خارجية
- اليوم العالمي للاجئين
- صور من اليوم العالمي للاجئين 2012